# Диакритические знаки в кириллице
1. перенаправление Диакритические знаки#В кириллице